# Гельцер, Анатолий Фёдорович
Гельцер, Анатолий Фёдорович (21 марта (2 апреля) 1852—1918), театральный художник. Брат артиста балета Василия Гельцера.
Художественное образование получил в московском Строгановском училище, которое окончил в 1873. Работал в императорских московских театрах. В Большом театре он работал помощником художника К. Ф. Вальца, обучался декораторскому искусству у художника П. А. Исакова. Гельцер был сторонником реалистического направления в декорационном искусстве, продолжая традиции театральных художников М. И. Бочарова и М. А. Шишкова. В тот период развития декорационного искусства это требовало разрыва с существующими на театральной сцене штампами и условностями. Гельцер стремился к созданию достоверной в историческом и бытовом плане обстановки в декорациях и костюмах. С этой целью в нескольких поездках по России и европейским странам изучал памятники искусства и архитектуры. С 1888 работал декоратором в московском Малом театре. Одновременно оформлял оперы и балеты в Большом театре. В 1880-90-х гг. был одним из лучших театральных художников. При оформлении балетов Гельцер придерживался академически-романтического направления. Он стремился полностью использовать возможности сцены. Одним из первых стал использовать новые возможности появившегося в 90-х гг. электрического освещения. Для создания романтической, приподнятой атмосферы спектакля Гельцер использовал эффекты транспарантной (просвечивающей) декорации для передачи различных состояний природы.
В работах Гельцера, созданных для Малого театра, критика особенно отмечает декорации к сценам:
- «у фонтана» в трагедии А. С. Пушкина «Борис Годунов» (1880, режиссёр Черневский)
- «овраг за домом» в пьесе А. Н. Островского «Гроза» (1883)
- «улица с видом на Волгу» и «изба» в «Воеводе» А. Н. Островского (1886), , поставленной под руководством автора
- «двор замка» и «парадная зала» в трагедии В.Шекспира «Макбет» (1889) .

Из работ Гельцера, сделанных в Большом театре, выделяются декорации:
- к опере А.Рубинштейна «Демон» (23 октября 1879)
- к балету П. И. Чайковского «Спящая красавица» (1899), особенно интересна живописная панорама для второго действия, в которой критики отмечают тонкое проникновение в поэтический замысел Чайковского.